# TB-29 Thin Line Towed Array
TB-29 Thin Line Towed Array – holowana na cienkim przewodzie antena sonaru okrętów podwodnych, przeznaczona do użycia z systemem sonarowym AN/BQQ-10 oraz Combat Control System (CSS) Mk 2, a także systemami zarządzania AN/BSY-1 i AN/BSY-2. System anteny, wraz z bębnem przewodu OA-9070/BQ zbudowany został ze znacznym stopniem wykorzystania elementów Commercial Off-the-Shelf (COTS), zwłaszcza pochodzących z komercyjnego sektora telekomunikacyjnego.
TB-29A stanowi najnowszą generację amerykańskich sonarowych anten holowanych dla okrętów podwodnych i jako taka od 2002 roku pozostaje na wyposażeniu atomowych okrętów podwodnych typu Seawolf (SSN21) i Virginia (774). Antena ta wejść miała również na wyposażenie wszystkich innych okrętów starszej generacji, w tym typu Los Angeles (688).
Najnowszej generacji antena jest wysuwana ze zbiornika balastowego okrętu, nie zaś z wnętrza kadłuba sztywnego - jak z wyjątkiem anteny TB-23 - miało to miejsce w przypadku starszych generacji anten. Urządzenie to zapewnia dużą wydajność wykrywania, klasyfikacji oraz lokalizacji innych jednostek pływających.